# Lu Shui (vattendrag i Kina, Hubei)
Lu Shui är ett vattendrag i Kina.   Det ligger i provinsen Hubei, i den centrala delen av landet, 1 100 km söder om huvudstaden Peking.